# Durant (Mississippi)
Durant is een plaats (city) in het midden van de Amerikaanse staat Mississippi. Het stadje valt bestuurlijk gezien onder Holmes County en is vernoemd naar Choctaw-leider Louis Durant.

## Demografie
Bij de volkstelling in 2000 werd het aantal inwoners vastgesteld op 2932.
In 2006 is het aantal inwoners door het United States Census Bureau geschat op 2792, een daling van 140 (-4.8%).

## Geografie
Volgens het United States Census Bureau beslaat de plaats een oppervlakte van
5,9 km², waarvan 5,8 km² land en 0,1 km² water.

## Plaatsen in de nabije omgeving
De onderstaande figuur toont nabijgelegen plaatsen in een straal van 24 km rond Durant.

## Geboren
- Thomas Howell Binford (25 augustus 1896), militair, Ridder in de Militaire Willems-Orde
- Absolom M. West (1818), militair, politicus en plantagehouder